# Arkadiusz Hajdrowski
Arkadiusz Hajdrowski (ur. 5 października 1970) – polski siatkarz grający na pozycji środkowego. W najwyższej niemieckiej klasie rozgrywkowej bronił barw Eiche Horn Bremen, Fortuny Bonn, SV Mendig, SV Bayeru Wuppertal oraz SC Leipzig. Były młodzieżowy reprezentant kraju. W sezonie 2015/2016 był zawodnikiem II ligowego klubu MKS Olavia Oława. Obecnie występuje w III ligowym SKFiS Kudowianka-Ginące Zawody Kudowa Zdrój, a od stycznia 2017r. w MUKS Ziemia Milicka Milicz. Mierzy 207 cm wzrostu. Przed sezonem 2017/2018 podjął decyzję o zakończeniu kariery sportowej.